# 대구신천초등학교
대구신천초등학교는 대한민국 대구광역시 동구 신천동에 있는 초등학교다.

## 연혁
- 1958년 4월 1일 대구신천국민학교 개교
- 1990년 2월 28일 강당 준공
- 1992년 3월 25일 본관 25개 교실 개축
- 1996년 3월 1일 대구신천초등학교로 교명 변경[1]
- 1998년 3월 1일 병설유치원 설립(3학급)
- 2005년 3월 1일 유치원 종일반 1학급 증설(2학급)
- 2007년 12월 5일 '신천가람휘' 도서관 개관
- 2008년 12월 23일 학교공원 준공식
- 2009년 1월 22일 영어체험교실 개관
- 2010년 4월 23일 포항 동해초등학교와 도ㆍ어촌간 자매결연(2년)
- 2010년 5월 1일 초등돌봄교실 개관
- 2010년 5월 7일 역사관 개관식 및 교훈석 제막식
- 2010년 10월 15일 중간뜰 ‘꿈모아 숲’ 준공
- 2011년 4월 12일 전국 늘푸름환경대상 대상 수상[2]
- 2011년 7월 5일 과학실 1실 현대화
- 2011년 9월 30일 Wee클래스 1실 신설
- 2012년 6월 29일 교육복지실 설치
- 2012년 7월 1일 학교 식당 급식 실시
- 2013년 2월 20일 배움터 지킴이 초소설치
- 2014년 6월 20일 교내 과속방지턱 설치
- 2014년 8월 29일 토끼사육장 설치
- 2015년 4월 7일 교목을 향나무에서 느티나무로 변경
- 2016년 6월 28일 정구장(2면) 준공
- 2017년 2월 15일 제55회 졸업식(총 31,668명 졸업)
- 2017년 3월 1일 전교생 871명, 36학급 편성(특수1)
- 2018년 4월 1일 개교 60주년
- 2025년 6월 19일 상호존중 캠페인 (대구동구 초등학교 운영위원협의회)

## 참고 자료
- 대구신천초등학교 - 한국교육학술정보원 학교알리미